# GOOD DAY (歌曲)
〈GOOD DAY〉是韓國男子團體BOYNEXTDOOR的歌曲，於2024年7月10日由KOZ娛樂以及環球音樂發行，作為首張日語單曲專輯《AND,》的原創單曲。

## 背景
2024年5月6日，官方宣布BOYNEXTDOOR將於7月10日以單曲《AND,》於日本出道。
6月19日，公布單曲專輯《AND,》原創歌曲為〈GOOD DAY〉。
7月10日上午0時，公開音樂錄影帶及數位音源。

## 發行歷史
| 發行地區 | 發行日期      | 發行形式      | 廠牌             |
| -------- | ------------- | ------------- | ---------------- |
| 日本     | 2024年7月10日 | 數位下載 串流 | KOZ娛樂 環球音樂 |
| 全球     | 2024年7月10日 | 數位下載 串流 | KOZ娛樂 環球音樂 |